# Realsteuer
Realsteuern (oder Objektsteuern, Sachsteuern) sind in der Finanzwissenschaft und in der Steuerlehre eine Steuergruppe, die an Steuerobjekte anknüpft, ohne die persönlichen Verhältnisse des Eigentümers oder sonst wie Berechtigten zu berücksichtigen. Pendant sind die Personensteuern.

## Allgemeines
„Realsteuern“ ist ein unbestimmter Rechtsbegriff des § 1 Abs. 2 AO, wonach die Vorschriften der AO nur eingeschränkt für Realsteuern gelten. Zu Realsteuern gehören wesentliche Steuerarten der Gemeindesteuern.
Ihr Steuerobjekt ist stets ein Vermögensgegenstand (z. B. Grundstück, grundstücksgleiches Recht, Gewerbebetrieb). 

## Steuerarten
Die Realsteuern gehören zusammen mit den Personensteuern zu den Besitzsteuern, stellen nicht auf die persönliche Leistungsfähigkeit des Steuerschuldners ab und berücksichtigen deshalb nicht das Leistungsfähigkeitsprinzip. Bei ihnen werden Steuersubjekt und Steuerobjekt verknüpft. 
Zur Steuergruppe der Besitzsteuern gehören folgende Steuerarten:
| Steuergruppe  | Steueruntergruppe           | Steuerart                                                    | Steuerobjekt                                    |
| ------------- | --------------------------- | ------------------------------------------------------------ | ----------------------------------------------- |
| Besitzsteuern | Personensteuern Realsteuern | Einkommensteuer Körperschaftsteuer Gewerbesteuer Grundsteuer | Einkommen Gewinn Gewerbebetrieb Grund und Boden |

Steuerarten der Realsteuer sind die Gewerbesteuer und Grundsteuer (§ 3 Abs. 2 AO) sowie in gewisser Weise auch die Vermögensteuer (Steuerobjekt: Vermögen, wenn sie erhoben wird), soweit sie aus Vermögenserträgen getragen wird.

## Abzugsfähigkeit im Rahmen der Einkommensteuer
Grundsteuern sind als Betriebsausgaben oder Werbungskosten vom steuerpflichtigen Einkommen abzugsfähig, sofern sie im Rahmen einer Einkunftsquelle angefallen sind.
Die Gewerbesteuer stellt seit der Unternehmensteuerreform 2008 gem. § 4 Abs. 5b EStG keine Betriebsausgabe mehr dar.

## Sonstiges
Bis 1997 war der Rechtsbegriff Realsteuer im Grundgesetz enthalten. Mit der Grundgesetzesänderung von 1997 ist in Art. 106 Abs. 6 GG das Wort Realsteuern durch Grundsteuer und Gewerbesteuer ersetzt worden.